# Teddy Morgan

a Compétitions nationales et continentales officielles uniquement.

b Matchs officiels uniquement.
Edward Teddy Morgan, né le 22 mai 1880 à Aberdare et mort le 1er septembre 1949 à North Walsham, est un ancien joueur de rugby gallois, évoluant au poste d'ailier pour le pays de Galles.

## Carrière
Né à Aberdare, Teddy Morgan dispute son premier test match le 11 janvier 1902, contre l'Angleterre, et son dernier contre la France le 2 mars 1908. Teddy Morgan joue quatre test matches avec les Lions britanniques, en 1904 en Australie et en Nouvelle-Zélande. Il inscrit un essai. Il joue 16 matches et il inscrit quatorze essais. Il marque notamment l'essai du match victorieux contre les All Blacks 3 à 0 à Cardiff le 19 décembre 1905.

## Palmarès
- Trois victoires dans le tournoi britannique en 1902, 1905 et 1906.
- Deux Triples Couronnes en 1902 et 1905.

## Statistiques

### En équipe nationale
- Seize sélections pour le pays de Galles.
- Quatorze essais avec les Gallois.
- Sélections par année : 3 en 1902, 1 en 1903, 3 en 1904, 4 en 1905, 4 en 1906, 1 en 1908.
- Participation à cinq tournois britanniques en 1902, 1903, 1904, 1905, 1906.

### Avec les Lions britanniques
- Quatre sélections avec les Lions en 1905 en tournée en Australie et en Nouvelle-Zélande (un essai).